# Гарусти
Га́русти, Га́рісти (біл. Га́русты, Га́рысты, пол. Garusty) — у різний історичний час це околиця, а пізніше це село в Свєтіловічській сільраді Вєтковського району (раніше — Хізовська сільрада Свєтіловічського району) Гомельської області Білорусі. Назва даного населеного пункту Гарусти виникла від польського слова «harus», аналогічне слову «гарус» у російській мові — м'якої крученої вовняної або бавовняної пряжи, виготовленням чого займалися і в Білорусі. Через русифікацію білоруського народу була деформована споконвічна білоруська назва цього села. Оскільки у даній місцевості немає гір та пагорбів для стверджування назви рос. «Гористы», рос. «Гористое» або рос. «Гаристы» з використанням біл. гара у значенні «гора», що помилково закріпилися в деяких публікаціях. За вірогідною версією етимологія назви селища Гарусти походить від білоруської назви чорної лелеки — «гарус» (що є на тих теренах), або найімовірніше від «біл. гарусціць» (гарустить) у значенні «привласнювати в свої руки» у зв'язку з «приватизованим у свої руки» наділу земельної ділянки вихідців із прилеглого селища Хізи, котрі заснували Гарусти на новій земельній ділянці.
У наслідку катастрофи на Чорнобильській АЕС та радіаційного забруднення мешканці (110 сімей) переселені в 1992 р. у екологічно чисті місця.

## Географія
Околиця Гарусти (Гарісти) утворена мешканцями і власниками околиці Хізи, розташування яких відрізняли відповідно топографічної карти до 1917 року у Російській імперії:
- № 3885 — околиця Хізи, суспільство міщан з Громик і Хізи (Гомельська міщанська Управа), Рогачевський повіт Могильовської губернії, довгота 31.29840 і широта 52.68340[9];
- № 1552 — околиця Гарісти (Гарусти) міщанська (Гомельська міщанська Управа), Рогачевський повіт Могильовської губернії, Железнікський православний прихід, довгота 31.2755 і широта 52.7037[10].

РозташуванняНа відстані 21 км на північний схід від м. Вітки, 44 км від Гомеля. На півдні — меліоративні канали.
ГідрографіяУ селищі Хізи тече річка Беседь — це притока річки Сож, що впадає в р. Дніпро.

## Транспортна мережа
На момент 1927 р. — на відстані 18 верст знаходилася пристань і зупинка пароплава біля містечка Вітка, і ринок (базарний пункт). До м. Гомеля — 40 верст. Зараз транспортні зв'язки на сільській, потім автомобільній дорозі «Свєтиловичі-Гомель». Планування даного селища складається з майже прямолінійної вулиці, орієнтованої з південного заходу на північний схід, до якої на півночі приєднується коротка прямолінійна вулиця. Забудова двостороння, дерев'яна, садибного типу.

## Історія

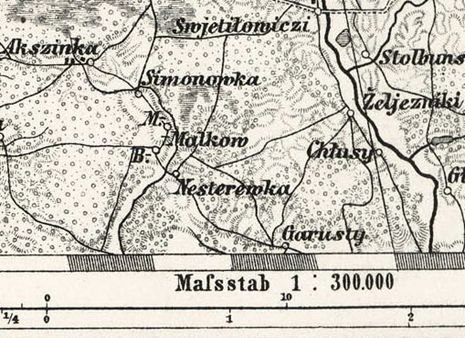
околиця Гарусты (Garusty) на карті 1874 р.

- Згідно письмового джерела (ревізька казка) околиця Гаруст заснована дев'ятьма родинами одного прізвища (Крупський)[11] з околиці Хізи в 1864 р. — в Рогачевському повіті Могилевської губернії Російської імперії (до 1900 р. — адміністративно в Рогачевському повіті).
- Згідно Першого Всеросійського перепису населення 1897 р. у селі Гарусти Рєчковської волості Гомельського повіту (після 1900 р.) розташовувалися: вітряк, кузня, олійниця (власник Бекаревич Роман Дмитрович).
- На момент 1910 р. загальне володіння жителями Гаруст становило 592 десятини землі. Жителі були «приписані» до Железніцького православного церковного приходу Російської православної церкви (після польських повстань ліквідована греко-католицька церква, замість неї була силоміць насаджена урядом РПЦ, католики з даних теренів почали відвідувати містечко Радогу, де був католицький храм). У Гарустах також жили і католики[12]. До поштово-телеграфної контори в містечку Вітка була відстань 18 верст, до волосного правління у Рєчках — 8 верст.
- У 1926 р. в Хізово-Гарустовській сільраді Святіловічського району Гомельського округу (такий адміністративний поділ раніше був); працював поштовий пункт.
- У 1930 р. силоміць організовано колгосп (не всі мешканці даного села вступили в нього).
- У 1937–1938 рр. періоду радянських репресій потерпілі від комуністичного режиму мешканці селища Гарусти (Гарісти). Під час Великої Вітчизняної війни в боях за село загинули 11 радянських солдатів (поховані в братській могилі на кладовищі). У Білоруському фронті (призов Свєтіловічського РВК) і в партизанській боротьбі загинуло 220 жителів Хізовської сільради (до якої відносилися Гарусти), з яких 27 жителів даного села, у пам'ять про них у 1968 р. встановлена скульптурна композиція.
- У 1959 р. Гарусти були центром радгоспу «Зарічний». Де розміщувалися вже початкова школа, клуб, бібліотека, швейна майстерня, їдальня, крамниця.
- У 1987 р. через це село проклали асфальтовану дорогу і встановили автобусну зупинку «село Гарісти».

## Населення
У околиці Гарусти на момент 1927 р. (СРСР) мешкало 95 білоруських осіб записаних услід за політикою Російської імперії великоросами (яких білорусами визнавали пізніше в БРСР). Тоді велося 95 особистих господарств (де у переписі населення згадано було 95 осіб господарів), але було 250 чоловіків, 234 жінки.
Динаміка
- 1864 р. — 9 дворів, 54 жителя.
- 1868 р. — 24 двори, 170 жителів.
- 1897 р. — 57 дворів, 352 жителя (згідно з переписом).
- 1910 р. — 51 двір (167 чоловіків, 178 жінок).
- 1926 р. — 95 дворів, 484 жителя.
- 1940 р. — 98 дворів.
- 1959 р. — 396 жителів (згідно перепису).
- 1992 р. — жителі (110 сімей) переселені.
- 2010 р. — жителів нема.